# Aliabad-e Dowwom
Aliabad-e Dowwom (perski: علي اباددوم) – wieś w Iranie, w ostanie Kermanszah. W 2006 roku liczyła 119 mieszkańców w 27 rodzinach.